# La principessa sul pisello
La principessa sul pisello (Prindsessen paa Ærten) è una fiaba danese scritta da Hans Christian Andersen nel 1835. Fa parte del primo volume di fiabe di Andersen, Eventyr, fortalte for Børn. Malgrado non sia stata riscontrata alcuna versione orale danese della fiaba precedente alla pubblicazione, Andersen dichiarò di averla sentita raccontare quando era bambino.

## Trama
Un principe vive in un regno prospero. Al che egli raggiunge la giusta età, la regina sua madre decide che è venuto il momento di cercargli una sposa: il principe non intende sposare una ragazza qualsiasi, ma una donna che si dimostri una "vera principessa", quindi viaggia per il mondo e cerca in tutti i regni, ma non ne trova nessuna che lo soddisfi.
Una notte di tempesta, una giovane bussa alla porta del castello, dicendo di essere una vera principessa. Sebbene nessuno le creda, la fanciulla viene invitata a restare per la notte. La regina decide di metterla alla prova e le fa preparare il letto mettendo un pisello verde tra il 35º e il 36º materasso, in una pila di 100 materassi.
La mattina dopo, al risveglio, la regina le chiede come abbia dormito: la giovane risponde di non essere riuscita a chiudere occhio perché nel letto c'era qualcosa di molto duro che le ha dato fastidio per tutta la notte. La regina, felicissima di questa risposta, dichiara che solo una vera principessa può avere la capacità di sentire la presenza di un pisello sotto 20 materassi, e ordina di celebrare immediatamente il matrimonio.

## Storia editoriale
La fiaba fu pubblicata insieme ad altri tre racconti di Andersen l'8 maggio 1835 a Copenhagen da C. A. Reitzel, all'interno di Eventyr, fortalte for Børn. Første Samling. Første Hefte. 1835.
La prima traduzione italiana fu pubblicata nel 1859 nel volume Letture di famiglia e scritti per fanciulli.

## Il modo di dire
Essere come la principessa sul pisello è divenuto un comune modo per identificare una donna che ha un atteggiamento altezzoso e snob.

## Varianti
Una fiaba simile, La prova dei piselli (Die Erbsenprobe), fu inclusa dai fratelli Grimm nel 1843 al numero 182 nella quinta edizione della loro raccolta Le fiabe del focolare, ma venne rimossa dalle edizioni successive poiché non era una fiaba appartenente all'area germanica. 

## Adattamenti

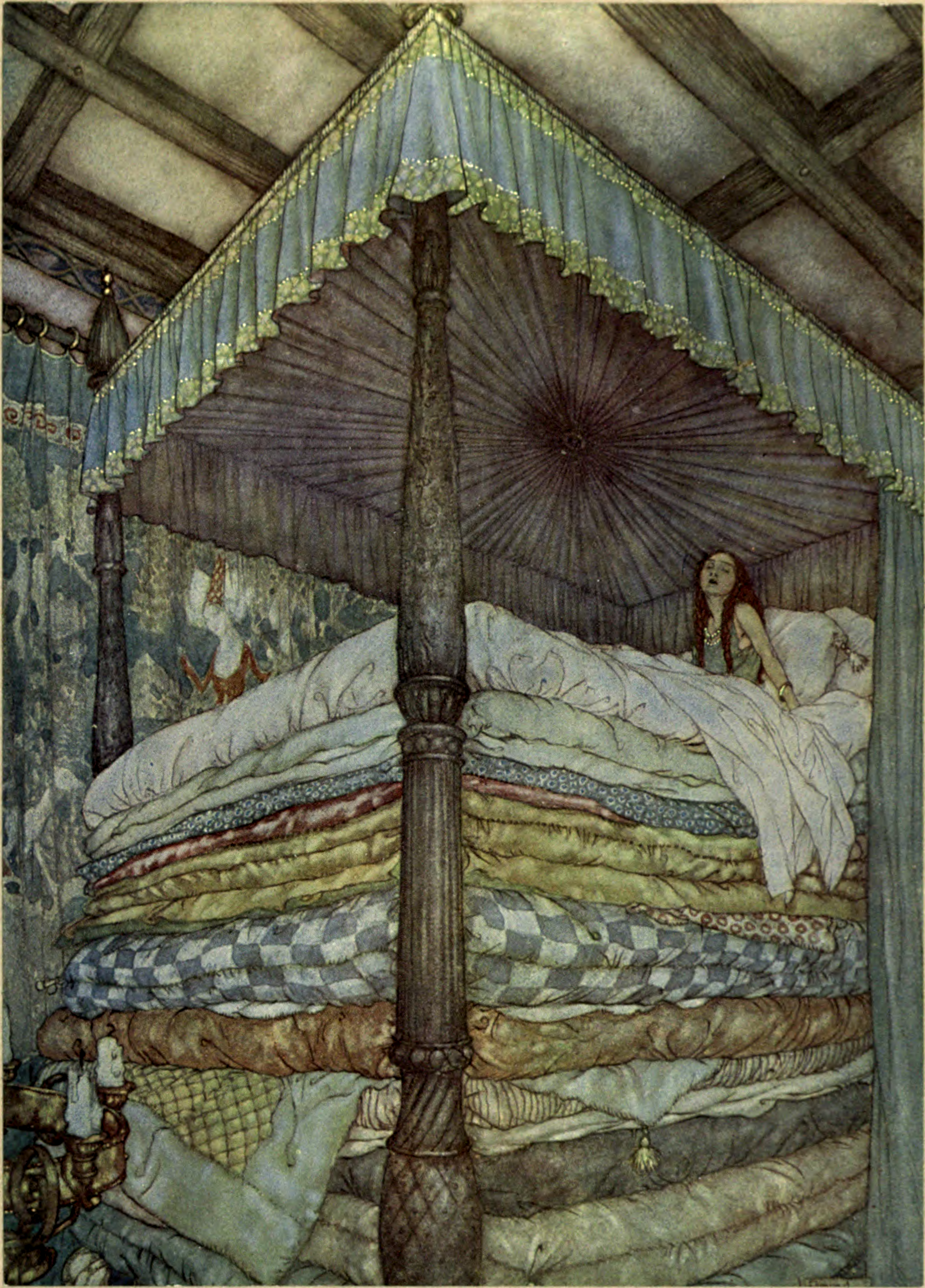
La principessa in cima ai materassi in un'illustrazione di Edmund Dulac del 1911

### Cinema
- Princessa na gorošine (Принцесса на горошине), 1977, film diretto da Boris Vladimirovič Rycarev con Irina Malyševa, Andrej Podošjan Andrei e Alissa Frejndlich.
- La principessa sul pisello (The Princess and the Pea), 2002, film d'animazione diretto da Marc Swan.
- C'era una volta una principessa (Once Upon a Mattress), 2005, libera interpretazione in chiave musical/commedia prodotta dalla Disney.

È doveroso rivelare che il film La principessa sul pisello, diretto nel 1976 da Piero Regnoli, non è una versione di questa fiaba, bensì la rivisitazione in chiave erotica di altre due celebri fiabe, Cenerentola e Biancaneve.

### TV
- La principessa sul pisello (Shelley Duvall's Faerie Tale Theatre), 1984, episodio di Tony Bill con Liza Minnelli e Tom Conti.